# アンドレアス・ミケルセン
アンドレアス・ミケルセン（諾: Andreas Mikkelsen、1989年6月22日 - ）は、ノルウェーオスロ出身のラリードライバー。2011年、2012年のインターコンチネンタル・ラリー・チャレンジ（IRC）チャンピオン、2021年、2023年のWRC2チャンピオン。2021年のヨーロッパ・ラリー選手権（ERC）のチャンピオン。

## 来歴

### 初期の活動
幼い頃から運動神経が良かったミケルセンは、アルペンスキーのダウンヒル競技の有望選手として、12歳の頃にはノルウェーのジュニアチームのメンバーに選ばれた。また、モトクロスでもナショナルジュニアチームに選ばれている。しかし、膝の怪我のためスキー選手の道を断念し、2006年にラリー競技へ転向した。
イギリスへ移住して17歳で運転免許を取り、ローカルラリーに出場して経験を積む。2006年のラリーGBにストバート・フォードのフォーカスWRC'04を駆りWRC初出場。2007年はWRC8戦に出場し、3戦でトップ10フィニッシュを記録した。2008年のWRC第3戦スウェーデンで5位に入賞し、WRC最年少入賞記録（18歳7カ月）を残した。同年のノルウェーラリー選手権ではマッズ・オストベルグに次ぐシリーズ2位を獲得した。

### IRC連覇

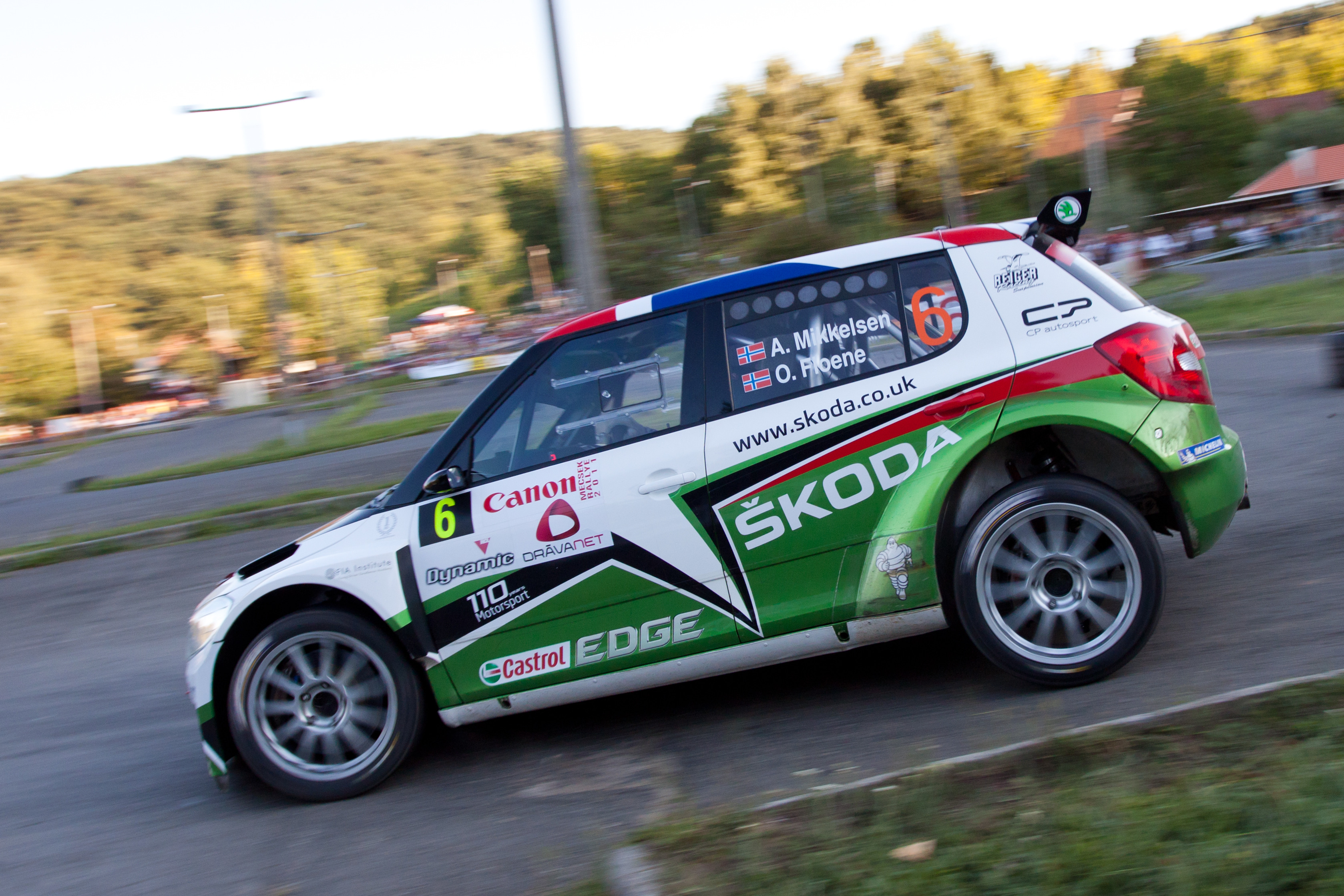
2011 IRCメチェックラリー

2010年はMスポーツのフォード・フィエスタS2000を駆りIRC7戦に出場し、シリーズ7位。
2011年はシュコダのサテライトチームであるシュコダUKのファビアS2000を駆りIRCにフル参戦。2013年よりWRC参戦を表明しているフォルクスワーゲン（シュコダの親会社）の若手評価プログラムにも選ばれる。IRC第10戦スコットランドで初優勝をマークして5名によるチャンピオン争いに加わると、最終戦キプロス・ラリーでも連勝し、ランキング4位から逆転でシリーズチャンピオンを獲得した（22歳の最年少王者）。
2012年もシュコダUKよりIRCに参戦し、優勝2回・2位5回という安定した成績を残し、IRC連覇を達成した。翌年よりIRCがヨーロッパラリー選手権 (ERC) に併合されるため、ミケルセンは最後のIRCチャンピオンとなった。また、フォルクスワーゲンのWRC準備プログラムにも起用され、セバスチャン・オジェとともにWRCでファビアS2000をドライブした。

### フォルクスワーゲンでの成長

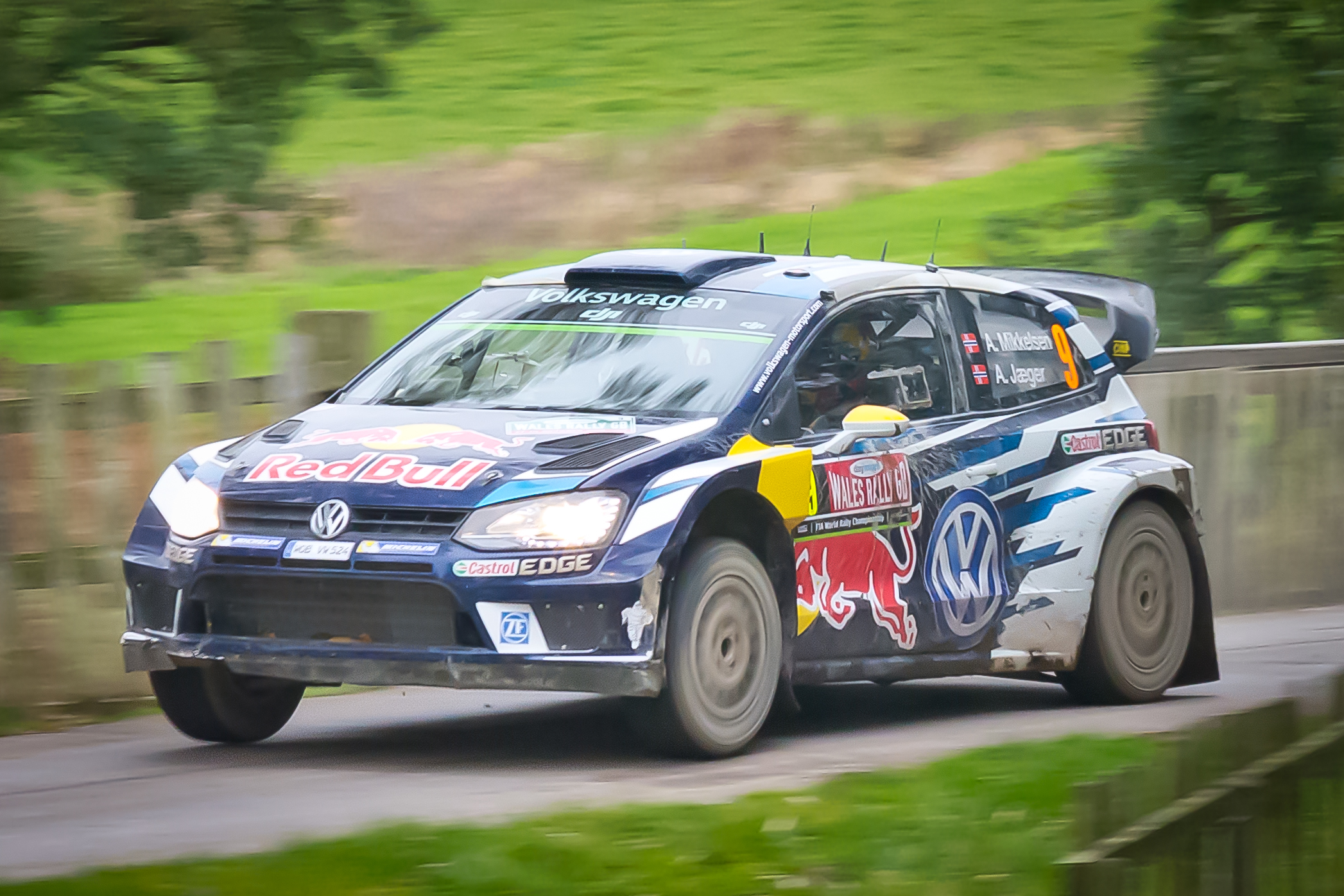
2016年ラリーGB

2013年はWRCに参戦するフォルクスワーゲンの正式ドライバーに選ばれた。エース格のセバスチャン・オジェとヤリ＝マティ・ラトバラに次ぐサードドライバーとして、サテライトのフォルクスワーゲン・モータースポーツIIに所属する。第4戦ポルトガルからレギュラー参戦し、最高成績4位・ドライバーズランキング10位でシーズンを終えた。
2014年は第2戦スウェーデンで2位初表彰台を獲得。その後も4度の表彰台を獲得し、年間ランキングではオジェとラトバラに次ぐ3位になった。
2015年は第2戦スウェーデンで初優勝を目前にした最終SSで痛恨のスピンを喫し、オジェに勝利を譲った。第12戦スペインでは逆に独走していたオジェが最終SSでクラッシュし、WRC64戦目のミケルセンに初優勝が転がり込んだ。先に走行を終えていたミケルセンはインタビュアーから自分の初優勝を知らされ、唖然としたあと喜びを爆発させた。年間ランキングでは、2位のラトバラに12ポイント差の3位となった。
2016年は第7戦ポーランドと最終戦オーストラリアで2勝。年間ランキングは3年連続3位ながら、不振のラトバラ（6位）を上回る成績を残した。しかし、シーズン終盤にフォルクスワーゲンがWRC撤退を表明。オジェはMスポーツ、ラトバラはトヨタへの移籍を決めたが、ミケルセンは来期のレギュラーシートを失ってしまった。

### ヒュンダイ加入
2017年は一時的に古巣のシュコダに再加入し、WRC2クラスにスポット参戦。開幕戦モンテカルロと第4戦ツール・ド・コルスを圧勝して格の違いを見せた。また、開発を手がけていた2017年型ポロR WRCを調達し、プライベーターとしてWRCに参戦する計画を進めたが、国際自動車連盟 (FIA) の追加公認を取得できなかった。その後、シトロエンとスポット契約し、クリス・ミークの代役として第7戦イタリアからWRCに復帰。そして第11戦スペインからヒュンダイに加入し、来期以降の2年契約も交わした。
2018年は2年振りのフル参戦を果たし、ティエリー・ヌービルと共にダブルエースの一翼を担う。第2戦スウェーデンでは3位表彰台を獲得しまずまずのスタートを切るが、その後はチャンピオン争いを演じるチームメイトティエリー・ヌービルとは対照的に中盤から失速。結果的に表彰台はスウェーデンの1度のみとなり年間ランキング6位で終えた。
2019年も引き続きヒュンダイから参戦。当初は前年と同じくフル参戦の予定だったが、開幕3戦での成績が振るわず第4戦コルシカ、第7戦ポルトガル、第13戦スペイン、最終戦オーストラリアのノミネートを外された。しかし第5戦アルゼンチンでは優勝したチームメイトティエリー・ヌービルに次ぐ2位表彰台を獲得。その後も第8戦イタリア、第11戦トルコで3位表彰台を獲得し、前年フル参戦した時とは違い抜群の安定感を見せチームのマニュファクチャラーズチャンピオン獲得に貢献した。年間ランキングでもチャンピオン争いを繰り広げたタナク、ヌービル、オジェに次ぐ4位となった。しかし、カタルニア終了後にチャンピオンのタナクのヒュンダイ加入が発表。チームメイトのヌービル、ローブは複数年契約中、ソルドは既に20年の契約を締結していたこともあり、ミケルセンは19年限りで退団となった。19年末のシトロエンの撤退の影響もあり、トヨタ、Mスポーツからはワークス契約を得ることが出来なかった。

### ラリー2での活躍

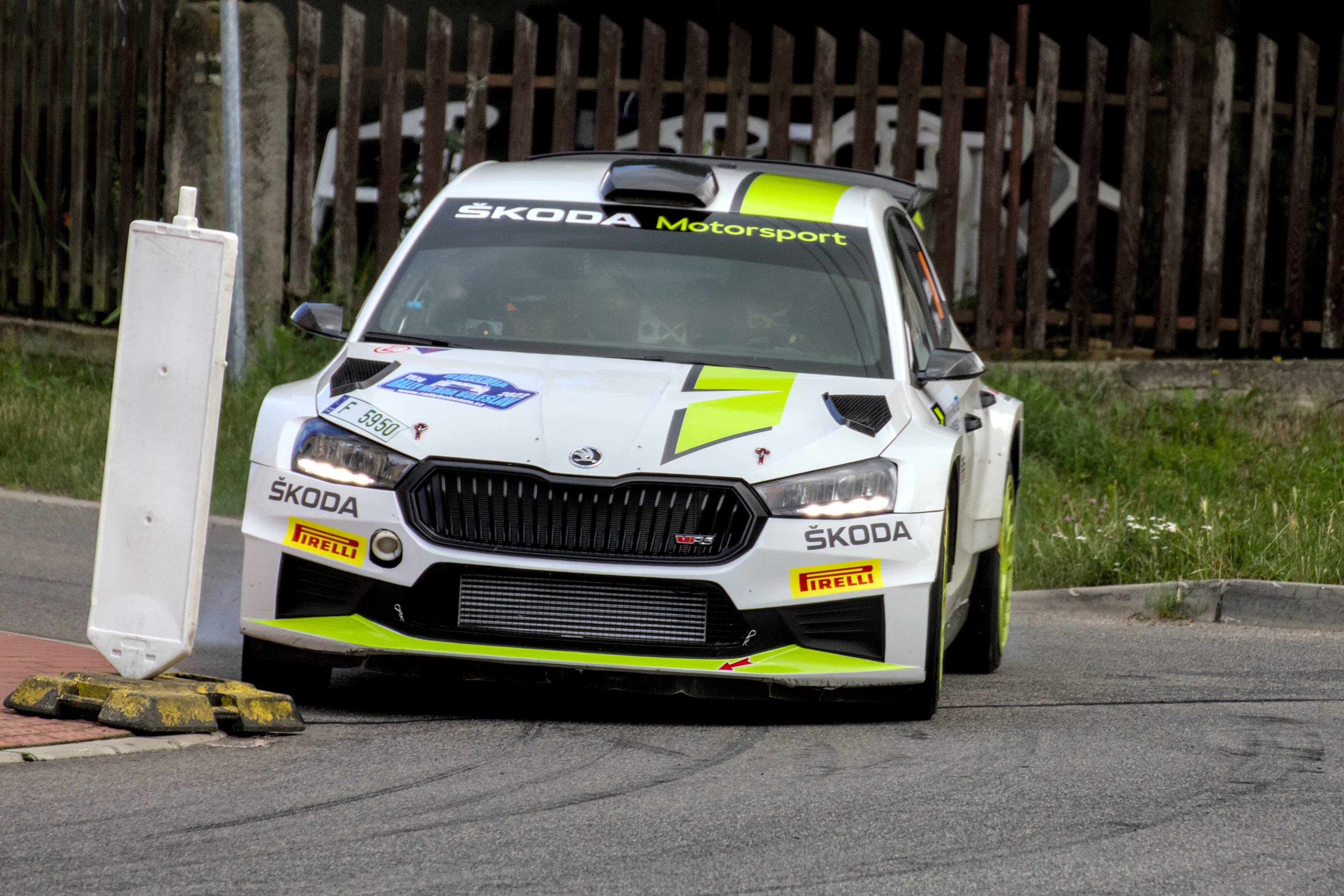
2022年ERCラリー・ボヘミア

2020年6月、2021年からタイヤのサプライヤーを勤めるピレリの開発ドライバーに抜擢、シトロエン・C3WRCを3年ぶりに駆る。第6戦サルディニアでのシェイクダウンとパワーステージでピレリ最新型タイヤのデモンストレーション走行のためにペター・ソルベルグと共にC3WRCのステアリングを握った。そしてスポットでありながらERCの終盤2戦にシュコダ・ファビア R5エボで参戦。第4戦ハンガリーではかつての相棒であるオーラ・フローネとのコンビを一時的に復活し見事勝利を挙げた。最終戦のカナリアスからはコ・ドライバーをアンダース・イェーガーに戻したが序盤での遅れが響き6位に終わる。しかしこのハンガリーでの優勝もありERCランキング5位となった。一方WRCでは最終戦モンツァからWRC3クラスにスポット参戦し優勝、総合でも6位に食い込んだ。
2021年はシュコダのワークス支援を受けるドイツのTokスポーツWRTからWRC2クラスに参戦。同じノルウェー出身のマッズ・オストベルグとチャンピオンを争い、3勝をマークし最終戦を待たずしてチャンピオンを獲得した。並行でERCにもフル参戦しこちらもチャンピオンを獲得、自身初の両カテゴリーでのチャンピオン獲得となった。なおこの年、ミケルセンは相手側の事情によりコ・ドライバーが3度代わっている（オーラ・フローネ→エリオット・エドモンソン→フィル・ホール）。
2022年もWRC2に同チームから参戦。コ・ドライバーは前年までオストベルグと組んでタイトルを獲得した経験があるトルステイン・エリクセン。ラリー・エストニアのパワーステージでは天候に助けられ、ラリー1マシンに混じって3番手タイムでポイントを獲得して注目を浴びた。前年同様に3勝をマークしたが、ポルトガルとイタリアでのリタイアが響きチームメイトのエミル・リンドホルムに7ポイント差で敗れランキング2位に終わった。なおこの年はレッドブル・オフロード・ジュニアチームUSAからダカール・ラリーにも軽量プロトタイプ部門でフローネと共に初参戦した。マシンはT1でトヨタ・ハイラックスのワークスプログラムに深く関わっている、オーバードライブ・レーシングが開発した「OT3」。しかしステージ2で横転しロールケージが損傷したことにより、あえなくリタイアとなった。
2023年も引き続きWRC2に参戦。マシンは新型のシュコダ・ファビア RS ラリー2をドライブする。シーズン中盤のポルトガルからの参戦となったが、セントラル・ヨーロッパのスタート前の時点で3勝をマークしチャンピオンに王手をかけた。しかしセントラル・ヨーロッパでは初日デイリタイアを喫してしまったが、最終パワーステージで3番手タイムをマークし最終戦を待たず2度目のWRC2チャンピオンを獲得した。チャンピオン獲得後の最終戦ラリー・ジャパンでは初日の雨となったステージでラリー1に割って入るタイムをマークし日本のファンの注目を集めた。

### ヒョンデ復帰
2022年のシーズン中に翌年のヒョンデ復帰が固まりつつあったが、この時はチーム側から連絡がなくなったことで復帰が叶わずに終わったが、2023年シーズン終了後にスポット参戦ではあるが2024年約5年ぶりに正式にヒョンデへの復帰が発表された。
2024年はダニ・ソルド、エサペッカ・ラッピと3台目のヒョンデ・i20 N ラリー1を共有しターマック戦を中心に参戦する。この年からの固定ナンバーは2019年に使用した「89」ではなくフォルクスワーゲン時代に使っていた「9」を選択した。ラリー1マシンでの参戦は初だったこともあり開幕戦モンテカルロ、第3戦クロアチアでは振るわずどちらも6位に終わる。当初はターマック限定参戦だったが7年振りの開催となる第7戦ラリー・ポーランドへ2016年に優勝を飾っていたことから急遽チームはミケルセンを3台目に抜擢した。そしてその期待に応え初日はオジェの代理で出場したトヨタのカッレ・ロバンペラを抑え首位を快走。その後もロバンペラと首位争いを繰り広げ久々の優勝に期待がかかるが、最終日のSS16で痛恨のパンクを喫し6位に終わった。その後セントラル・ヨーロピアンとラリー・ジャパンではどちらもSS6でクラッシュしデイリタイアに終わり年間ランキングは11位。しかしソルドとラッピが表彰台を獲得したのに対しミケルセンは表彰台ゼロでこの年を終えた。

## エピソード
- 2009年、ノルウェー選手権のRally Larvikでコースオフしたミケルセンの車が観客と接触し、その事故で家族と共にラリーを観に来ていた10歳の少女が亡くなった[21]。それ以来、ミケルセンはヘルメットの後部に「Elise」という彼女の名前を記している[22]。
- ティエリー・ヌービルはIRC時代から競い合ってきた同世代のライバルであり、ともにモナコに住み、一緒にトレーニングをする友人でもある[23]。2017年からはヒュンダイのチームメイト同士になった。
- 2018年にトライアスロンに挑戦している[24]。
- 北欧系の整った顔立ちをしており、「WRCきってのイケメン」と評される[25]。
- 2006年にラリーデビューして以来、20歳年上のコ・ドライバーのオーラ・フローネ (Ola Fløene) と長くコンビを組んできたが、2015年末に関係を解消した。ミケルセン側が契約期限を「2016年まで」に区切ったため、フローネは新たなパートナーにマッズ・オストベルグを選んだ[26]。しかし2020年のERC第4戦ハンガリーで一時的にコンビを復活し優勝したのをきっかけに、2021年シーズンおよそ6年振りにフローネと組むこととなった。
- 2019年の固定ナンバー制度により「89」を選んだ。これは自身とコ・ドライバーのアンダース・イェーガーが生まれた1989年からとったものである。

## 戦績

### WRC
| 年     | 所属チーム                                                                                                 | ランキング | 獲得ポイント | 最高位・回数 | 表彰台回数 |
| ------ | --- | ---------- | ------------ | ------------ | ---------- |
| 2013年 | フォルクスワーゲン・モータースポーツ II                                                                    | 10位       | 50           | 4位・1回     | 0回        |
| 2014年 | フォルクスワーゲン・モータースポーツ II                                                                    | 3位        | 150          | 2位・2回     | 5回        |
| 2015年 | フォルクスワーゲン・モータースポーツ II                                                                    | 3位        | 171          | 優勝・1回    | 9回        |
| 2016年 | フォルクスワーゲン・モータースポーツ II                                                                    | 3位        | 171          | 優勝・2回    | 6回        |
| 2017年 | シュコダ・モータースポーツ シトロエン・トタル・アブダビ・ワールドラリーチーム ヒュンダイ・モータースポーツ | 12位       | 54           | 2位・1回     | 1回        |
| 2018年 | ヒュンダイ・シェル・モービス・ワールドラリーチーム                                                         | 6位        | 84           | 3位・1回     | 1回        |
| 2019年 | ヒュンダイ・シェル・モービス・ワールドラリーチーム                                                         | 4位        | 102          | 2位・1回     | 3回        |
| 2020年 | プライベート                                                                                               | 15位       | 8            | 6位・1回     | 0回        |
| 2021年 | TOKスポーツ                                                                                                | 15位       | 10           | 7位・1回     | 0回        |
| 2022年 | TOKスポーツ                                                                                                | 14位       | 25           | 7位・3回     | 0回        |
| 2023年 | TOKスポーツ                                                                                                | 11位       | 29           | 5位・1回     | 0回        |
| 2024年 | ヒョンデ・シェル・モービス・ワールドラリーチーム                                                           | 11位       | 40           | 6位・3回     | 0回        |

| 年     | 所属チーム                                         | 車両                           | 1       | 2      | 3       | 4       | 5       | 6       | 7       | 8       | 9      | 10     | 11     | 12      | 13      | 14    | WDC  | ポイント |
| ------ | -------------------------------------------------- | ------------------------------ | ------- | ------ | ------- | ------- | ------- | ------- | ------- | ------- | ------ | ------ | ------ | ------- | ------- | ----- | ---- | -------- |
| 2013年 | フォルクスワーゲン・モータースポーツ II            | フォルクスワーゲン・ポロ R WRC | MON     | SWE    | MEX     | POR 6   | ARG 8   | GRE 4   | ITA Ret | FIN 10  | GER WD | AUS 7  | FRA 7  | ESP Ret | GBR 5   |       | 10th | 50       |
| 2014年 | フォルクスワーゲン・モータースポーツ II            | フォルクスワーゲン・ポロ R WRC | MON 7   | SWE 2  | MEX 19  | POR 4   | ARG 4   | ITA 4   | POL 2   | FIN 4   | GER 3  | AUS 3  | FRA 2  | ESP 7   | GBR Ret |       | 3rd  | 150      |
| 2015年 | フォルクスワーゲン・モータースポーツ II            | フォルクスワーゲン・ポロ R WRC | MON 3   | SWE 3  | MEX 3   | ARG Ret | POR 3   | ITA 36  | POL 2   | FIN Ret | GER 3  | AUS 4  | FRA 3  | ESP 1   | GBR 3   |       | 3位  | 171      |
| 2016年 | フォルクスワーゲン・モータースポーツ II            | フォルクスワーゲン・ポロ R WRC | MON 2   | SWE 4  | MEX Ret | ARG 3   | POR 2   | ITA 13  | POL 1   | FIN 7   | GER 4  | CHN C  | FRA 3  | ESP Ret | GBR 12  | AUS 1 | 3位  | 154      |
| 2017年 | シュコダ・モータースポーツ                         | シュコダ・ファビア R5          | MON 7   | SWE    | MEX     | FRA 7   | ARG     | POR Ret |         |         |        |        |        |         |         |       | 12th | 54       |
| 2017年 | シトロエン・トタル・アブダビ・ワールドラリーチーム | シトロエン・C3 WRC             |         |        |         |         |         |         | ITA 8   | POL 9   | FIN    | GER 2  |        |         |         |       | 12th | 54       |
| 2017年 | ヒュンダイ・モータースポーツ                       | ヒュンダイ・i20クーペWRC       |         |        |         |         |         |         |         |         |        |        | ESP 18 | GBR 4   | AUS 11  |       | 12th | 54       |
| 2018年 | ヒュンダイ・シェル・モービス・WRT                  | ヒュンダイ・i20クーペWRC       | MON 13  | SWE 3  | MEX 4   | FRA 7   | ARG 5   | POR 16  | ITA 18  | FIN 10  | GER 6  | TUR 5  | GBR 6  | ESP 10  | AUS 11  |       | 6th  | 84       |
| 2019年 | ヒュンダイ・シェル・モービス・WRT                  | ヒュンダイ・i20クーペWRC       | MON Ret | SWE 4  | MEX Ret | FRA     | ARG 2   | CHL 7   | POR     | ITA 3   | FIN 4  | GER 6  | TUR 3  | GBR 6   | ESP     | AUS C | 4位  | 102      |
| 2020年 | アンドレアス・ミケルセン                           | シュコダ・ファビア R5 Evo      | MON     | SWE    | MEX     | EST     | TUR     | ITA     | MNZ 6   |         |        |        |        |         |         |       | 15位 | 8        |
| 2021年 | TOKスポーツWRT                                     | シュコダ・ファビア R5 Evo      | MON 7   | ARC 11 | CRO 39  | POR WD  | ITA Ret | KEN WD  | EST 9   | BEL     | GRE 9  | FIN    | ESP    | MNZ 16  |         |       | 17位 | 10       |
| 2022年 | TOKスポーツWRT                                     | シュコダ・ファビア R5 Evo      | MON 7   | SWE 7  | CRO     | POR Ret | ITA Ret | KEN     | EST 8   | FIN     | BEL 7  | GRE 13 | NZL    | ESP     | JPN     |       | 14位 | 25       |
| 2023年 | TOKスポーツWRT 3                                   | シュコダ・ファビアRS ラリー2   | MON     | SWE    | MEX     | CRO     | POR 8   | ITA 5   | KEN     | EST 9   | FIN 10 | GRE 7  | CHL    | EUR 23  | JPN 7   |       | 11位 | 29       |
| 2024年 | ヒョンデ・シェル・モービス・WRT                    | ヒョンデ・i20 N ラリー1        | MON 6   | SWE    | KEN     | CRO 6   | POR     | ITA     | POL 6   | LAT     | FIN    | GRE    | CHL    | EUR 31  | JPN 31  |       | 11位 | 40       |

* シーズン進行中